# Golden Grove (Flintshire)
Golden Grove ist ein Herrenhaus in Wales. Das als Kulturdenkmal der Kategorie Grade I klassifizierte Anwesen liegt bei Llanasa in Flintshire.

## Geschichte
Das Anwesen wird erstmals im Domesday Book 1086 erwähnt. Das heute erhaltene Herrenhaus wurde ab 1578 von dem walisischen Landadligen Sir Edward Morgan errichtet und blieb bis 1877 im Besitz seiner Nachfahren. Zu Beginn des 18. Jahrhunderts wurden der Eingangsbereich und das Innere wesentlich umgebaut. 1877 kaufte der Industrielle Henry Pochin das Anwesen. Über dessen Tochter Laura, die den Industriellen Charles McLaren, den späteren Baron Aberconway geheiratet hatte, fiel das Anwesen an die Familie McLaren. Laura McLaren ließ das Innere des Hauses sowie den umgebenden Garten neu gestalten. Nach dem Zweiten Weltkrieg verkaufte die Familie McLaren das Anwesen, das zurzeit als gehobenes Bed-and-Breakfast-Haus genutzt wird.

## Anlage
Das im elisabethanischen Stil errichtete Herrenhaus aus unverputzten Bruchstein liegt inmitten eines 400 ha großen Anwesens. Es besteht aus dem zweigeschossigen Hauptflügel sowie einem 1604 angebauten kürzeren Ostflügel. Das Schieferdach besitzt für Wales auffällige, vermutlich nach flandrischem Vorbild errichtete Stufengiebel. Der Hauptflügel besitzt einen Portikus mit Stufengiebel, die Säulen des Erdgeschosses stammen von dem Umbau um 1700.
Von der Inneneinrichtung sind noch die holzgetäfelte Halle mit einem Kamin aus dem frühen 17. Jahrhundert, das geräumige Treppenhaus aus dem frühen 18. Jahrhundert und Stuckdecken im Ostflügel erhalten.
Der umgebende Terrassengarten wurde Ende des 19. und zu Beginn des 20. Jahrhunderts angelegt, dazu sind noch Reste des im 16. Jahrhundert angelegten ummauerten Gartens erhalten. Auf einem bronzezeitlichen Hügelgrab befinden sich die Reste eines Gartenhauses, genannt St Elmo's Summerhouse.